# Ню Йорк Таймс (корпорация)
Ню Йорк Таймс Къмпани (на английски: The New York Times Company) е американска медийна компания, най-известна като издател на своя съименник Ню Йорк Таймс. Артър Ош Салсбъргър е председател на Управителния съвет от 1997 г. Тя е със седалище в Мидтаун Манхатън, Ню Йорк.
Компанията е създадена от Хенри Джарвис Реймънд и Джордж Джоунс в Ню Йорк. Първото издание на вестника Ню Йорк Таймс, излиза на 18 септември 1851 г., със заявлението: „Ние издаваме днес на първия брой на „Ню Йорк Дейли Таймс“ и възнамеряваме да го издаваме всяка сутрин (с изключение на неделните дни) за неопределен брой години.“

## Холдинги на компанията
Ню Йорк Таймс Къмпани притежава също Бостън Глоуб, Интернешънъл Хералд Трибюн и още две дузини регионални вестници в САЩ (15 от които са ежедневници). През 2005 г. нейната Броудкаст Медия Груп включва 35 уеб сайта, включително NYTimes.com, Boston.com и About.com.
В допълнение, тя е миноритарен акционер в Бостън Ред Сокс.

### Профил на дружеството
От 1967 г. Ню Йорк Таймс Къмпани е публично търгувана и листвана на Нюйоркската фондова борса със символа NYT. Въпреки че компанията предлага два вида дялове на своите акции, клас A и клас B, акциите не се търгуват публично. За акциите клас B е предвиден механизъм чрез който наследниците на Адолф Окс, закупил вестник „Ню Йорк Таймс“ през 1896 г., запазват контрола върху компанията задържайки близо 90 на сто от този специален клас акции.

### Съвет на директорите
От април 2005 г. акционерите от клас B избират 9 от 14-те директори на дружеството.

## Хронология
На 1 януари 2003 г. компанията приключва покупката на 50% от Вашингтон Поуст в Интернешънъл Хералд Трибюн за 65 милиона долара. The New York Times Company, притежаваща още преди сделката 50% от Интернешънъл Хералд Трибюн, става единствен собственик.
На 18 март 2005 г. компанията придобива About.com, онлайн доставчик на потребителска информация за 410 милиона долара. През 2005 г. дружеството отчита 3.4 милиарда щатски долара финансови приходи пред своите акционери.
На 25 август 2006 г. компанията придобива Бейслайн Студиосистемс – онлайн база данни и служба за изследване на информация за филмовата и телевизионна индустрия за 35 милиона долара.
На 12 септември 2006 г. компанията съобщава в пресата за своето решение да продаде своята Броудкаст Медия Груп, съставена от „девет мрежово свързани телевизионни станции, заедно с техните уеб сайтове и цифровия работен център“. 
На 4 януари 2007 г. компанията постига споразумение за продажба на всичките девет местните телевизионни станции на частния инвестиционен фонд Oak Hill Capital Partners.
На 17 май 2007 г. компанията финализира продажбата на Broadcast Media Group приблизително за 575 милиона долара.
На 19 ноември 2007 г. компанията организира гала откриване на седалището на компанията след преместване от предишния му адрес на 43-та Западна улица №229, на новия адрес в Ню Йорк Таймс Билдинг на Осмо Авеню №620, на западната страна на Таймс Скуеър, между 40-а и 41-ва улица.

## Награди
Компанията спонсорира редица национални и местни награди с цел да поощри постиженията на отделни лица и организации в различни сфери. През 2007 г. компанията учреди своята първа награда, отличавайки четири организации „за отлично управление“. Това бяха организации с идеална цел в Ню Йорк, Лонг Айлънд и Уестчестър, отговарящи на условията за наградата.
Съвместно с Корпорация Карнеги и Американската библиотечна асоциация, Ню Йорк Таймс Къмпани спонсорира награда за библиотекари „за обслужване на техните общности“. Наградата Аз обичам моя библиотекар! бе връчена на десет наградени през декември 2008 г. от президентите на Ню Йорк Таймс Къмпани Жанет Робинсън, на Корпорация Карнеги Вартан Грегориан и Джим Ретиг, президент на Американската библиотечна асоциация.